# Safari, a la caza de la tele
Safari, a la caza de la tele fue un programa de humor presentado por Irene Junquera y Nacho García. Se emitió en Factoría de Ficción entre el 25 de febrero y el 26 de abril de 2019 .

## Formato
El programa, producido en colaboración con Mandarina Producciones, trata la actualidad social e informativa, noticias virales, curiosidades y aspectos del pasado desde el humor. Así, la periodista Irene Junquera y el monologuista Nacho García buscan los momentos más destacados de los canales de televisión y de los contenidos digitales de Mediaset España.

### Secciones
- Sin comentarios
- Retro safari
- Periodismo de h-investigación
- La super mega conexión del día
- Hace un millón de años

## Equipo del programa

### Presentadores
- Irene Junquera
- Nacho García

### Invitados
- Dani Martínez (Programa 1)
- Antonio Castelo (Programa 4)
- Adriana Abenia (Programa 5)
- Raúl Pérez (Programa 7)
- Pablo Puyol (Programa 8)
- Noemí y Rebe (Los Gipsy Kings) (Programa 10)
- Cristina Zapata y Marisa Zapata (First Dates) (Programa 11)
- Eduardo Aldán (Programa 12)
- Marta Flich (Programa 14)
- Joaquín Prat (Programa 19)
- Elsa Ruiz (Programa 22)
- Maestro Joao (Programa 25)
- Cristina Medina (Programa 26)
- Miguel Lago (Programa 27)
- Noemí y Raquel (Los Gipsy Kings) (Programa 31, 36, 39, 40)
- Efrén Reyero (Mujeres y hombres y viceversa) (Programa 33)
- Enrique Obrero (Programa 34)

## Temporadas y programas
| Temporada | Temporada | Programas | Estreno               | Final               | Espectadores | Cuota |
| --------- | --------- | --------- | --------------------- | ------------------- | ------------ | ----- |
|           | 1         | 43        | 25 de febrero de 2019 | 26 de abril de 2019 |              |       |
| Total     | Total     |           | 2019                  |                     |              |       |